# Zwitsers Hoogduits

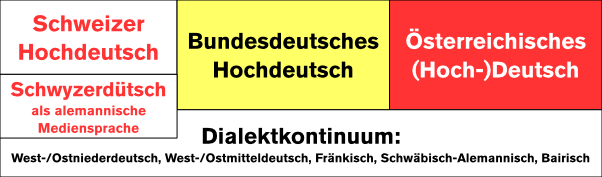
Zwitsers Hoogduits als standaardvariëteit.

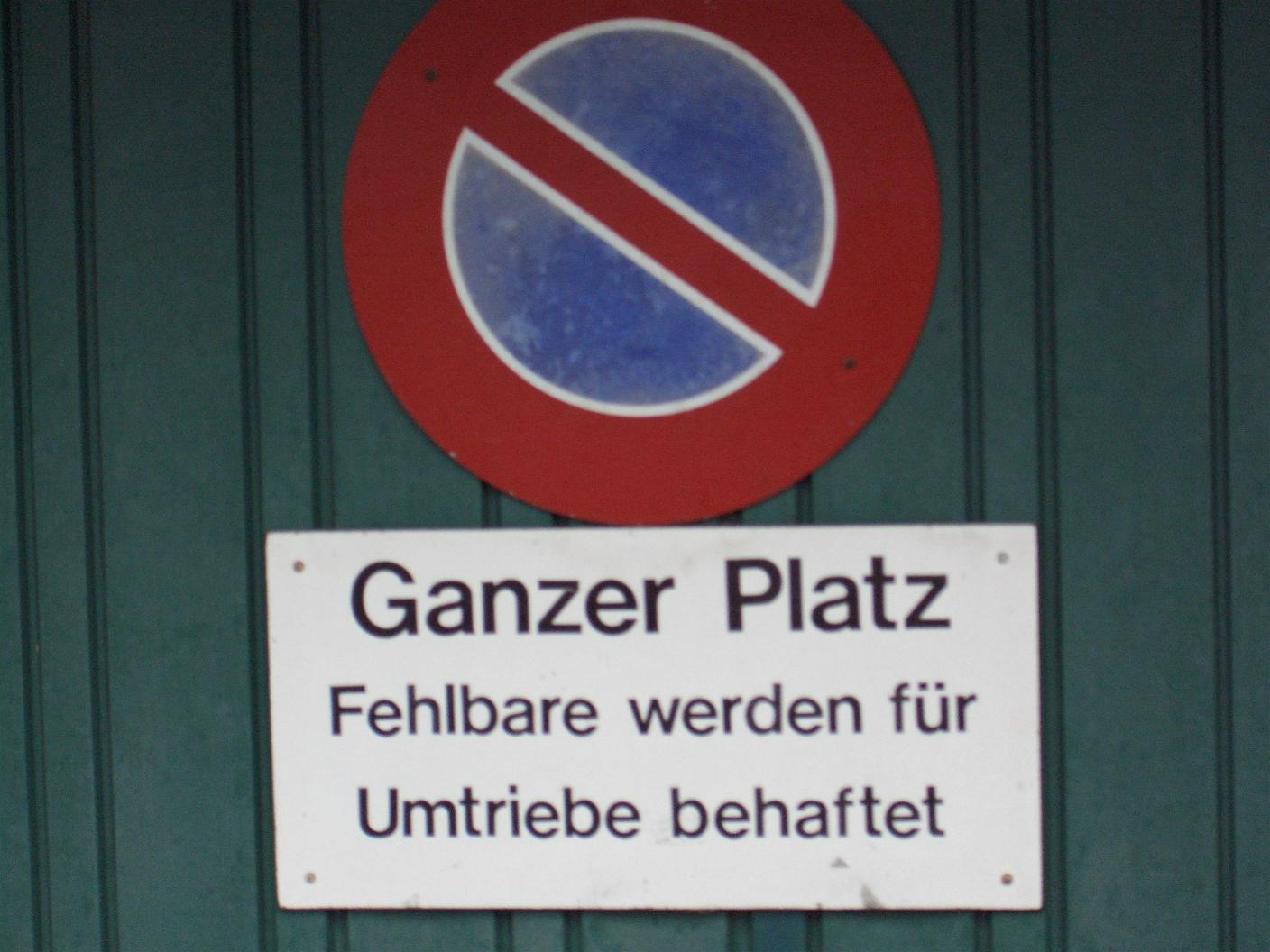
Verkeersbord aan de oever van de Rijn in Bazel in het Zwitsers Hoogduits. Bondsduits: Das Parkverbot gilt für den ganzen Platz. Zuwiderhandelnde haften für die Kosten des entstehenden Aufwands. De uitdrukkingen fehlbar/Fehlbarer, Umtrieb en behaften zijn zogenaamde helvetismen.

Het Zwitsers Hoogduits (Duits: Schweizer Hochdeutsch) is de standaardvorm van het Duits zoals deze in Zwitserland en in Liechtenstein wordt gesproken. Het is een variëteit van de pluricentrische Duitse taal, die zich door talrijke bijzonderheden in de woordenschat, woordbouw, morfologie, syntaxis, spelling en uitspraak onderscheidt van de variëteiten die buiten Zwitserland en Liechtenstein voorkomen. Deze bijzonderheden worden helvetismen genoemd.
Zo gebruikt men in Zwitserland de Ringel-s (ß) niet, maar ss, en aan het begin van een woord Oe in plaats van de hoofdletter O met Umlaut (Ö).

## Aanbevolen literatuur
- Hans Bickel, Christoph Landolt: Schweizerhochdeutsch. Wörterbuch der Standardsprache in der deutschen Schweiz. 2e, volledig herziene en uitgebride druk. Uitg. Schweizerischer Verein für die deutsche Sprache. Dudenverlag, Berlijn 2018, ISBN 978-3-411-70418-7.